# The Contra Adventure
C: The Contra Adventure — відеогра серії Contra. Розроблена компанією Appaloosa Interactive, для якої вона стала другою Contra-грою після Contra: Legacy of War. Видавцем виступала компанія Konami, реліз для PlayStation відбувся 31 серпня 1998 року. C: The Contra Adventureє другою грою в серії, що використовує тривимірну графіку та ігровий процес. Як і попередня гра серії, Legacy of War, вона не була випущена в Японії, а також у Європі.

## Ігровий процес
Гра має десять рівнів, які показуються з різних точок зору, в залежності від рівня: 2D з виглядом з боку (класичні для серії Contra), з виглядом від третьої особи, з виглядом зверху (з можливістю повертатися на 360 градусів), і спеціальним виглядом "Weightless Elevator" де чергуються різнонаправленість і тривимірність на одному екрані. Всі нововведення, які були в Contra: Legacy of War є і в цій грі: збереження на карти пам'яті, очки здоров'я, тривимірна стрілянина. Проте, ігровий процес змінюється залежно від рівня та використовуваної точки зору. З самого початку доступні три рівня складності (Easy, Normal, Hard),але при легкій складності гра закінчується після стадії Піраміда 1.

## Сюжет
Після подій Contra: Legacy Of War до Землі летить метеорит з іншопланетною істотою у вигляді комахи. Метеорит падає в Південній Америці біля храму Майя, де іншопланетянин ховається. Згодом корінні жителі починають зникати, а місцева дика природа спустошується. Знайому з попередньої грі Ташу (Tasha) посилають до Південної Америки, щоб вона проникла в храм і з'ясувала, що там відбувається, але вона в підсумку пропадає безвісти. Рей Повард (Ray Poward), головний герой Contra: Hard Corps і Contra: Legacy Of War, вирушає туди, щоб відновити контакт з Ташею і нейтралізувати загарбників.